# 混和性

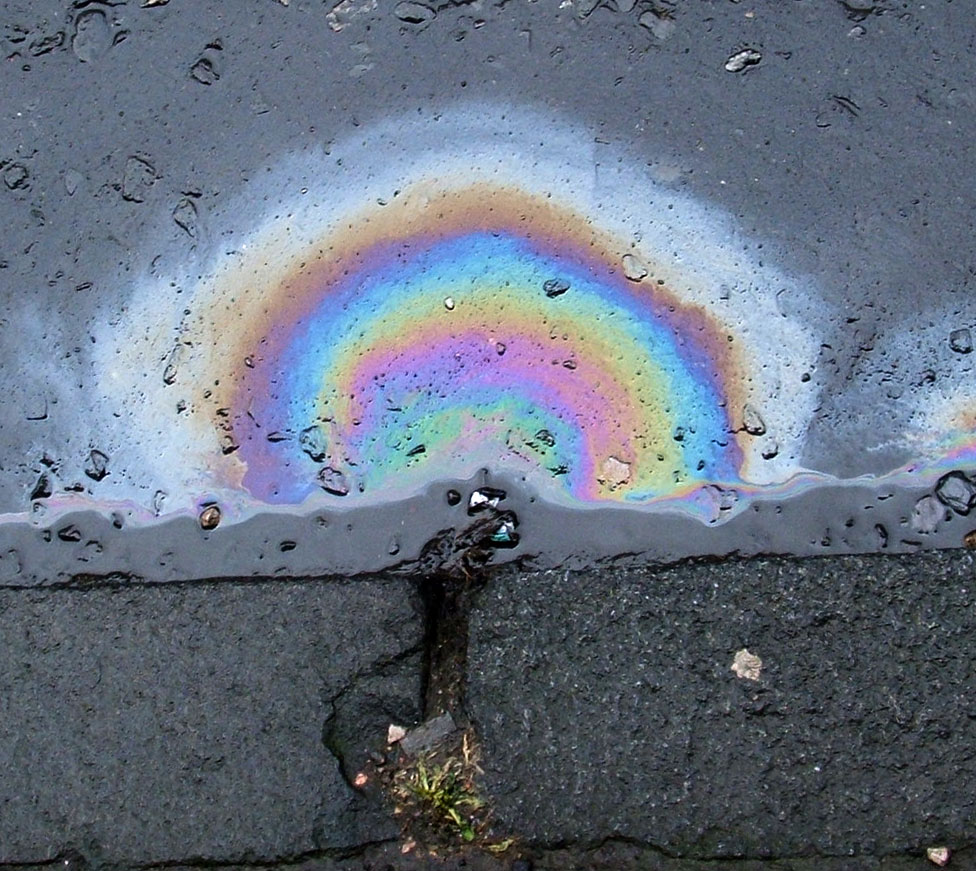
ディーゼル燃料 は 水と混和しない。 薄膜干渉によって明るい虹のパターンを生ずる。

混和性（英: miscibility）は、2つの物質があらゆる比率で混ぜ合わされる性質（すなわち、お互い任意の濃度で完全に溶解する状態）を言い、その結果、均一な溶液となる。その用語は液体に対し使われることが多いが、固体や気体でも使われる。例えば、水とエタノールは、あらゆる比率で混合するので、混和性があるという。
逆に、混合物が溶液を形成しない比率があるときには、非混和（英: immiscible）であるという。例えば、油は水に溶けず、これら二つの溶媒は非混和である、一方、ブタノン（メチルエチルケトン）は水にかなり溶けるが、すべての比率では溶解しないので、これらの溶媒も非混和である。

## 有機化合物
有機化合物では、炭化水素鎖の重量%が、水との混和性を左右することが多い｡
例えば、 アルコールを例に説明すると、エタノールには２つの炭素原子があり水と混和するが、炭素原子を４つ持つ1-ブタノールは水と混和しない。アルコールは、水和されやすい親水基であるヒドロキシ基と疎水性の炭化水素基で構成されており、ヒドロキシ基が水分子と水素結合を生じて、アルコール分子が水和するため、特に炭素数が少ない1価アルコールは、水と自由に混ざり合う。8つの炭素原子を持つオクタノールはほとんど水に溶解せず、その非混和性を利用して分配平衡の基準として使用される。脂質の場合も非常に長い炭素鎖を持つので、水とはほぼ常に非混和である。その他の官能基を持つ化合物も同様である。直鎖状のカルボン酸では、酪酸（4つの炭素原子を持つ）までは水と混和するが、吉草酸（5つの炭素原子）では部分的にしか水に溶解せず、カプロン酸（6つの炭素原子）でほぼ非混和である。他の化合物でも同様の傾向であり、例えばアルデヒド、ケトン類が挙げられる。

エタノール
ブタノール
オクタノール
酪酸
吉草酸
カプロン酸

## 金属
非混和の金属はお互いに合金を形成できない。この場合、通常、溶融状態では混合可能であるが、冷えると、層になって分離する。この性質を利用し、非混和の金属を溶融状態から急速に冷却することで、固体を沈殿させることができる。非混和の金属の一例が銅とコバルトである、それらを溶融し急速に冷却すると固体が沈殿するが、それは粒状のGMR素材（HDDのヘッドに使用）となる。
一方で、溶融状態でも非混和の金属も存在する。工業的に重要なものとしては、溶融亜鉛と溶融銀は溶融鉛に非混和である、ただし銀は亜鉛と混和する。この性質が、パークス法に利用されている、これは溶融金属の液-液抽出の例である。この性質により、銀をいくらか含んだ鉛は亜鉛と溶融し、銀は亜鉛に移動し、亜鉛は二相溶融液の上部からすくい取られ、次いで亜鉛が蒸発され、ほぼ純粋な銀が得られる。

## エントロピー効果
高分子の混合物がその各成分よりも低い配置エントロピーを示す場合、それらは液体状態であっても互いに混和しない可能性が高い。

## 混和性の決定
２つの物質の混和性は光学的に決定されることが多い。２つの液体が混和性であるときは、得られる混合液体は透明である。混合液体が曇っている場合は、2つの物質は非混和である。ただし、この決定方法は十分注意を払う必要がある。もし、２つの物質の屈折率が同じ場合は、それらの混合液は非混和でも透明であり、混和性を誤って決定する可能性がある。

## ゲームにおける「混和性」
多くのゲームは、魔法薬としてのポーションの設定があり、いくつかのゲーム（例えばダンジョンズ＆ドラゴンズ）ではキャラクターがそれらを混ぜた場合に何が起こるかといった「混和性」のルールを持っており、試験管内（in vitro）または体内（in vivo）といった混ぜる条件でも変化する。「非混和」のポーションは、ゲームにおいて爆発物のような効果を生み出すことが多い。 